# Grão Mogol
Grão Mogol là một đô thị thuộc bang Minas Gerais, Brasil. Đô thị này có diện tích 3889,622 km², dân số năm 2007 là 15100 người, mật độ 768 người/km².